# Ford Field
Ford Field er et stadion i Detroit i Michigan, USA, der er hjemmebane for NFL-klubben Detroit Lions. Stadionet har plads til 65.000 tilskuere. Det blev indviet 24. august 2002, hvor det erstattede Lions gamle hjemmebane Pontiac Silverdome.
Den 5. februar 2006 lagde Ford Field græs til Super Bowl XL, hvor Pittsburgh Steelers besejrede Seattle Seahawks. 